# Molophilus (Molophilus) abhorrens
Molophilus (Molophilus) abhorrens is een tweevleugelige uit de familie steltmuggen (Limoniidae). De soort komt voor in het Australaziatisch gebied.